# Chilly Willy
Chilly Willy es un personaje ficticio animado, un pingüino antropomórfico creado por Paul J. Smith para el estudio de Walter Lantz en 1953. El personaje se convirtió en el segundo más popular de Lantz/Universal, después del Pájaro Loco.

## Historia
Chilly Willy apareció en cerca de 50 cortometrajes animados producidos por Lantz entre 1953 y 1972. En su primer cortometraje, titulado Chilly Willy (1953), su diseño era distinto al que tuvo después, y su voz fue hecha por la actriz Sara Berner. En la mayoría de sus filmes el personaje trataba de encontrar comida o mantenerse caliente, y sus problemas eran causados por un perro llamado Smedley (su voz era hecha por Daws Butler con un estilo similar a "Huckleberry Hound"). Dos de los cortos más notables de Chilly, I'm Cold (1955) y el nominado al premio Oscar The Legend of Rockabye Point (1955), fueron dirigidos por Tex Avery en sus años en el estudio de Lantz (donde trabajó desde los años 1930).
Cuando los cortometrajes de Lantz fueron preparados para televisión en 1957 como The Woody Woodpecker Show, Chilly Willy fue una de las atracciones en el programa, y se ha mantenido en las versiones posteriores de Woody Woodpecker Show. Apareció en un nuevo programa llamado The New Woody Woodpecker Show de Fox Kids en 1999.
Generalmente el personaje no hablaba, aunque tenía algunos diálogos en ciertos cortometrajes, como por ejemplo, en el capítulo Half Baked Alaska, donde la voz la interpreta Daws Butler. Había algunos dibujos animados donde los créditos iniciales eran cantados por él. También hablaba en algunos cómics.
Su nombre fue probablemente inspirado en el actor de westerns Chill Wills.

## Tiras Cómicas
- Walter Lantz New Funnies (1946) (Dell)
- Walter Lantz Andy Panda (1952) (Dell)
- Walter Lantz Woody Woodpecker (1952) (Dell)
- Woody Woodpecker's Back to School (1952) (Dell)
- Woody Woodpecker's Country Fair (1956) (Dell)
- Walter Lantz Space Mouse (1962) (Gold Key)
- Walter Lantz Woody Woodpecker (1962) (Gold Key)
- Golden Comics Digest (1969) (Gold Key)
- Walter Lantz Andy Panda (1973) (Gold Key)
- Woody Woodpecker and Friends (1991) (Harvey)

## Videojuegos
- Woody Woodpecker #1, Woody Woodpecker #2, y Woody Woodpecker #3 (1994) para 3DO Interactive Multiplayer.
- Férias Frustradas do Pica Pau (1996) para Mega Drive/Genesis y Sega Master System (solo en Brasil)
- Woody Woodpecker Racing (2000) para PlayStation, PC y GBC, version cancelada de Dreamcast.
- Universal Studios Theme Park Adventure (2001) para NGC.
- Woody Woodpecker (2012) para iOS.